# AHHHHH!
「AHHHHH!」（アー!）は、久保田利伸の20枚目のシングル。1998年9月18日にSony Recordsから発売された。

## 概要
前作「Cymbals」から1年半ぶりのシングル。日本テレビ系『進ぬ!電波少年』の企画「電波少年的アフリカ・ヨーロッパ大陸縦断ヒッチハイクの旅」応援歌。チューヤンが久保田のファンであったことから松本明子の依頼で実現した。曲のタイトルは企画スタートの際に伊藤高史とチューヤンが発した叫び声に由来する。累計売上は約26.5万枚。
カップリング曲は松尾潔のリミックスによる1988年発売アルバムの収録楽曲「Love Reborn」を20年ぶりにシングルに収録。
同年12月21日に香港の俳優レオン・ライが広東語カバーシングルを発売。

### 再発盤
2005年8月24日にはマキシシングルで再発売。

## 収録曲
全曲　作詞・作曲：久保田利伸
1. AHHHHH!(4:24) 
  - 編曲：柿崎洋一郎
  - PV監督：丹下紘希
2. Love Reborn （KC'S "WHAT'CHA GONNA DO?" REMIX）(6:39)
  - REMIX：松尾潔
3. AHHHHH! （Instrumental）(4:24)

## 収録アルバム

### AHHHHH!
- オムニバス「最強!着メロ完全攻略大作戦 先取りゲット!最新ヒット編」（1999年5月7日）
- オムニバス「最強!着メロ完全攻略大作戦 バカウケ!CM&主題歌編」（1999年5月7日）
- ベスト『THE BADDEST III』（2002年12月4日）
- オムニバス「LET'S!TRANCE SUMMER VACATION」（2006年6月28日） - NORTHERN LIGHTS VERSION

### Love Reborn(KC'S“WHAT'CHA GONNA DO?”REMIX)
- オムニバス『SMOOTH』（2002年1月9日）
- ベスト『THE BADDEST 〜Only for lovers in the mood』（2002年7月24日）